# Pouembout
Pouembout (prononcé [pwɛ̃but] ; en paicî : Pwëbuu) est une commune française de Nouvelle-Calédonie, au nord-ouest de la Grande Terre, la plus grande des îles de Nouvelle-Calédonie, en Province Nord, sur la RT1, approximativement à 260 km de Nouméa, à 100 km au nord de Bourail, à 60 km au nord de Poya,  à 10 km au sud de Koné et à 30 de Voh. 
Deux tribus sont présentes sur le territoire de la commune: Paouta et Ouaté. Elles forment le district coutumier de Poindah (grande-chefferie) avec cinq autres tribus de Koné. La commune fait partie de l'aire coutumière Paici-Camuki.
La dénomination VKP (Voh - Koné - Pouembout) indique la volonté de mutation de la région.

## Géographie
Le massif de Kopeto constitue le point culminant de la commune avec une altitude maximale de 1 134 mètres.
Les communes voisines sont :
- côte ouest : Koné, Poya,
- côte est : Poindimié, Ponérihouen.

## Histoire
Le centre de colonisation pénale de Pouembout est créé en 1883. L'autorité pénitentiaire y possède déjà un domaine important de plus de 3500 hectares. La vallée de Pouembout est particulièrement fertile avec les meilleurs sols du territoire (terre noire). De plus, le fort militaire et le village libre de Koné qui comptent plusieurs bureaux administratifs sont proches.

En février 1883, un premier groupe de forçats accompagné de surveillants-militaire et de géomètre de la pénitentiaire sont utilisés pour les délimitations des lots de concessions urbaines (qui deviendra l'actuel village) et des lots ruraux sur les rives de la rivière Pouembout. En mai 1884, ils sont installés sur ces concessions et un autre groupe de forçats les remplacent sur les travaux d'installation. Bien d'autres suivront: 418 condamnés de 1883 à 1895.

En 1885, la société coopérative de Pouembout voit le jour sous l'impulsion des concessionnaires. Ses buts sont de trouver des débouchés à la production locale et de stabiliser les prix des produits de consommation.

Vingt ans plus tard, la situation isolée de Pouembout s'est améliorée. Le chemin de muletier reliant le centre au village de Koné a été transformé en route carrossable et le ravitaillement par mer se fait maintenant à l'embouchure de la rivière grâce à un débarcadère.

En 1910, à la faveur d'une augmentation significative de la population, Pouembout devient une commune par décision du gouvernement colonial. Les premières élections suivent en 1911.

En avril 2016, le Premier ministre Manuel Valls annonce la construction d'un barrage, prévu de longue date, sur le territoire de la commune. Après des études, l'emplacement est choisi en janvier 2019. Le Barrage doit servir à l'agriculture et fournir dix à quinze millions de m³ d'eau potable, pour Pouembout mais également les communes de Voh, et Koné, qui forment la zone « VKP » en forte croissance urbaine. Les travaux doivent commencer en 2021.

## Administration
| Période                                  | Période  | Identité            | Étiquette                                                                        | Qualité |
| ---------------------------------------- | -------- | ------------------- | -------------------------------------------------------------------------------- | ------- |
| 1961                                     | 1970     | Ernest Wackenthaler |                                                                                  |         |
| 1970                                     | 1989     | Georges Avril       | Divers puis RPCR                                                                 |         |
| 1989                                     | 1995     | Dominique Flotat    | RPCR                                                                             |         |
| 1995                                     | 2008     | Jean Naouna         | FLNKS-UC                                                                         |         |
| 2008                                     | 2020     | Robert Courtot      | Avenir ensemble puis Calédonie ensemble puis Sans étiquette (apparenté FLNKS-UC) |         |
| 2020                                     | En cours | Yann Peraldi        |                                                                                  |         |
| Les données manquantes sont à compléter. |          |                     |                                                                                  |         |

## Démographie
L'évolution du nombre d'habitants est connue à travers les recensements de la population effectués dans la commune depuis 1956. À partir de 2006, les populations légales des communes sont publiées annuellement par l'Insee, mais la loi relative à la démocratie de proximité du 27 février 2002 a, dans ses articles consacrés au recensement de la population, instauré des recensements de la population tous les cinq ans en Nouvelle-Calédonie, en Polynésie française, à Mayotte et dans les îles Wallis-et-Futuna, ce qui n’était pas le cas auparavant. Ce recensement se fait en liaison avec l'Institut de la statistique et des études économiques (ISEE), institut de la statistique de la Nouvelle-Calédonie. Pour la commune, le premier recensement exhaustif entrant dans le cadre du nouveau dispositif a été réalisé en 2004, les précédents recensements ont eu lieu en 1996, 1989, 1983, 1976, 1969, 1963 et 1956.
En 2019, la commune comptait 2 752 habitants, en augmentation de 6,21 % par rapport à 2014 (Nouvelle-Calédonie : +0,98 %).
| 1956 | 1963 | 1969 | 1976 | 1983 | 1989 | 1996  | 2004  | 2009  |
| ---- | ---- | ---- | ---- | ---- | ---- | ----- | ----- | ----- |
| 482  | 577  | 587  | 734  | 692  | 854  | 1 189 | 1 471 | 2 078 |

| 2014  | 2019  | - | - | - | - | - | - | - |
| ----- | ----- | - | - | - | - | - | - | - |
| 2 591 | 2 752 | - | - | - | - | - | - | - |

## Tribus
- Aire coutumière Paici-Camuki
  - District Poindah : Ouaté, Paouta-Baï

## Personnalités
- Chefs Poindah/Pwaadë
  - Bwëé Atéa Katélia,
  - Téâ Antoine Katélia Poadja (1880c-1963), grand chef dès 1902,
  - Auguste Poadja, grand chef de 1963 à 1996,
  - Gérard Poadja
- Occidentaux
- Artistes
  - Conteurs : Charles Pébou-Polaé,

## Lieux et monuments

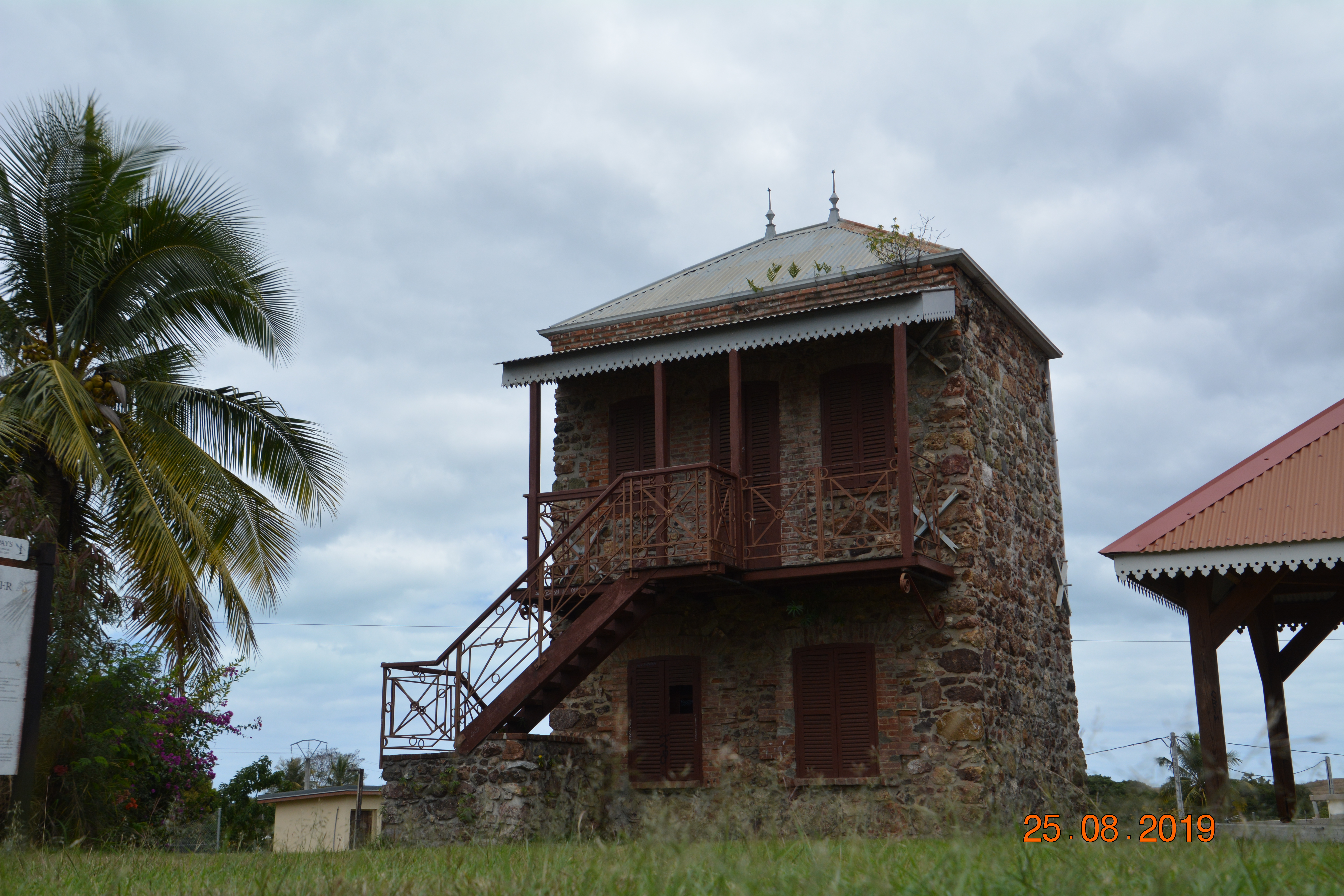
Le Pigeonnier

La commune compte deux bâtiments remarquables de l'époque pénitentiaire : 
- le château Grimigni (1886), détruit par un cyclone, rénové en 2006, médiathèque, cyberbase, caves d'exposition,
- le Pigeonnier.

Autres centres d'intérêt :
- cascade d'Ouendé : accès soumis à autorisations,
- parc provincial de Pindaï (en devenir), plage, camping, sentiers balisés, aires d'accueil,
- plage aménagée de Franco,
- plaine des Gaïacs, mémorial aux soldats anglo-saxons, pique-nique,
- plateau de Tia, camping,
- tribus : Ouaté,
- randonnées pédestres,
- chasse,
- marché matinal du samedi,
- salon de l'horticulture, en octobre,
- rodéo et stock-car, octobre-novembre,

Numéros utiles :
- 47 70 00 : Mairie (mairiepouembout.com)
- 47 30 66 : Mairie, service animation,
- 47 72 50 : Dispensaire (Koné)
- 47 89 15 : Gendarmerie (Voh)
- 47 35 91 : Association Raconte-moi Pouembout

## Repères routiers sud:RPN1Voh - Koné - Pouembout
- commune de Voh (Vook)
  - vallée de Boyèn (Bweeyen),
  - vallée de la Temala, piste vers Ouengo-Pouépaï,
  - cœur de Voh,
  - Voh.
  - vallée de la Voh, vers Tiéta (Cata),
  - presqu'île de Gatope (Webwihoon), baie Chasseloup, plage, îlot Galope, élevage de crevettes,
  - Vavouto, terminal du tapis roulant de minerai de nickel, usine (2013), wharf, mine de Koniambo,
  - Oundjo (Xujo),
  - massif de Kaféate,
  - île Pingiane,
- commune de Koné (Koohnê)
  - Pinjen,
  - vallée et baie de Katawiti, plage de Foué,
  - Koné-ouest : aérodrome,
  - Koné : bourg, mairie, gendarmerie, commerces, hôtels, centre culturel,
  - Koniambo (Göröbwau),
  - vallée vers Grombaou, Tiakana (Aucaakana), Ateu, Atéou,
  - Bako, vers Tiaoue (Cè Wè), Noéli (Näwéèlé)
- commune de Pouèmbout (Pwébuu)
  - RPN2, vers la transversale ouest-est : Poindah (Pwaadë), Näèmî, Nétchaot (Hêcaalolè), vallée de la Tiwaka, Touho, Poindimié,
  - vers Pélaoui,
  - vallée de Tia'oué,
  - route transversale Pouèmbout-Poindimié : Nétchaot, Bobeito, Bopopé, Pombéï, vallée de la Tiwaka,
  - siège de la Province Nord,
  - Pouèmbout village, mairie,
  - route et vallée de Tamaon, Paouta, Forêt plate,
  - plage de Franco, baie Blanche,
  - vers Népoui...

## Repères routiers sud:RT1Pouembout-Poya
- commune de Pouembout (Pwébuu)
  - RPN2, vers la transversale ouest-est : Poindah (Pwaadë), Näèmî, Netchaot (Hêcaalolè), vallée de la Tiwaka, Touho, Poindimié,
  - vers Pelaoui,
  - vallée de Tia'oué,
  - route transversale Pouembout-Poindimié : Netchaot, Bobeito, Bopope, Pombéï, vallée de la Tiwaka,
  - siège de la Province Nord,
  - Pouembout village, mairie,
  - route et vallée de Tamaon, Paouta, massif de Kopéto, Forêt plate,
  - plage de Franco, baie Blanche, Tarbeville
  - plaine des Gaïacs, mémorial aux soldats anglo-saxons,
  - route vers la plage de Pindaï, presqu'île,
- commune de Poya (Nékö)
  - plage de Pindaï,
  - vallée de la Népoui, contour routier du massif de Kopéto,
  - Népoui, pôle industriel de la mine SLN Népuoi-Kopéto, port minéralier en eau profonde, aéroport,
  - île Grimoult, baie de Nekoro, Meoui,
  - Forêt Français, Massif du Boulinda,
  - vers Népou (Nédjaara), île Béco, baie de Porwi,
  - vallée vers Grotte d'Ado, Nétéa, Gohapin, Montfaoué,
  - Basse-Poya,
  - vallée vers Karadi, Nétéa, Golpin, grottes d'Adio, Néxawaa, réserve de faune de l'Aoupinié,
  - vallée vers Ouendji,
  - Poya,

## Repères routiers ouest-est:RPN 2, transversale Koné-Tiwaka
- RT1 :
  - nord : Koné (Koohnê),
  - sud :  Pouembout (Pwèbuu),
- vallée de la Koné
  - (route de Tiaoue (CéWé),
  - Bako, Pelaoui,
  - nord, vers Noëli (Näweèlé), Tiaoue (CéWé),
  - sud : Poindah (Pwaadë),
  - est : Putoé,
  - nord, vers Naëmî,
  - sud-est Netchaot (Hêcaalolè,
- vallée de la Tiwaka
  - Bopope (Pwöpwöp), vallée de la Pwameju,
  - Pombéi,
  - sud : Tiwaka,
- RPN 3
  - nord : Kokengone, Koé, Touho, Hienghène...
  - sud : Pweeo, Wagap, Poindimié, Ponérihouen, Canala...